# Gustavia flagellata
Gustavia flagellata är en tvåhjärtbladig växtart som beskrevs av Scott A. Mori. Gustavia flagellata ingår i släktet Gustavia och familjen Lecythidaceae.

## Underarter
Arten delas in i följande underarter:
- G. f. costata
- G. f. flagellata